# Presidenti della Provincia di Barletta-Andria-Trani
Questo elenco riporta i presidenti della Provincia di Barletta-Andria-Trani.

## Presidenti della Provincia

### Eletti direttamente dai cittadini (2009-2014)
Coalizioni:

  Giunte di centro-sinistra
  Giunte di centro-destra
| Nº | Ritratto | Ritratto | Nome              | Mandato       | Mandato         | Partito                 | Coalizione             | Elezione |
| Nº | Ritratto | Ritratto | Nome              | Inizio        | Fine            | Partito                 | Coalizione             | Elezione |
| -- | -------- | -------- | ----------------- | ------------- | --------------- | ----------------------- | ---------------------- | -------- |
| 1  |          |          | Francesco Ventola | 8 giugno 2009 | 14 ottobre 2014 | Il Popolo della Libertà | PdL-PPT-Centro-Civiche | 2009     |

### Eletti dai sindaci e consiglieri della provincia (dal 2014)
| Nº | Nº              | Ritratto  | Nome                                               | Mandato           | Mandato           | Partito                         | Elezione |
| Nº | Nº              | Ritratto  | Nome                                               | Inizio            | Fine              | Partito                         | Elezione |
| -- | --------------- | --------- | -------------------------------------------------- | ----------------- | ----------------- | ------------------------------- | -------- |
| 2  |                 |           | Francesco Carlo Spina                              | 14 ottobre 2014   | 29 febbraio 2016  | Indipendente di centro-destra   | 2014     |
| –  |                 |           | Giuseppe Corrado (Vicepresidente facente funzioni) | 29 febbraio 2016  | 11 ottobre 2016   | Forza Italia                    | 2014     |
| 3  |                 |           | Nicola Giorgino                                    | 11 ottobre 2016   | 29 aprile 2019    | Forza Italia                    | 2016     |
| –  |                 |           | Pasquale De Toma (Vicepresidente facente funzioni) | 29 aprile 2019    | 27 settembre 2019 | Forza Italia                    | 2016     |
| 4  |                 |           | Bernardo Lodispoto                                 | 27 settembre 2019 | 3 dicembre 2023   | Indipendente di centro-sinistra | 2019     |
| 4  | 3 dicembre 2023 | in carica | Bernardo Lodispoto                                 | 2023              |                   | Indipendente di centro-sinistra |          |